# Petrichus cinereus
Petrichus cinereus is een spinnensoort in de taxonomische indeling van de renspinnen (Philodromidae).
Het dier behoort tot het geslacht Petrichus. De wetenschappelijke naam van de soort werd voor het eerst geldig gepubliceerd in 1901 door Albert Tullgren.